# Dalsjön (Bosebo socken, Småland)
Dalsjön är en sjö i Gislaveds kommun i Småland och ingår i Ätrans huvudavrinningsområde. Sjön har en area på 0,077 kvadratkilometer och ligger 156,3 meter över havet.

## Delavrinningsområde
Dalsjön ingår i det delavrinningsområde (635823-135244) som SMHI kallar för Inloppet i Gräsken. Avrinningsområdets medelhöjd är 202 meter över havet och ytan är 17,85 kvadratkilometer. Det finns inga delavrinningsområden uppströms utan avrinningsområdet är högsta punkten. Porsån (Kvarnatorpsån) som avvattnar avrinningsområdet har biflödesordning 3, vilket innebär att vattnet flödar genom totalt 3 vattendrag innan det når havet efter 130 kilometer. Delavrinningsområdet består mestadels av skog (81 procent). Avrinningsområdet har 1,52 kvadratkilometer vattenytor vilket ger det en sjöprocent på 8,5 procent.